# Marcel Moyse
Marcel Moyse (ur. 17 maja 1889 w Saint-Amour, Francja, zm. 1 listopada 1984 w Brattleboro (Vermont), Stany Zjednoczone) – flecista francuski oraz nauczyciel tego instrumentu.

## Kariera muzyka
Jako młodzieniec studiował grę na flecie w paryskim konserwatorium muzycznym. Jego nauczycielami byli: Philippe Gaubert, Paul Taffanel, Adolphe Hennebains.
W wieku lat 14 grał w orkiestrze dyrygowanej przez Rimskiego-Korsakowa, był też członkiem orkiestry Pasdeolup – najstarszej francuskiej orkiestry symfonicznej, w której grał solo na flecie, oraz orkiestr Société des Concerts du Conservatoire, Opéra-Comique oraz Concerts Straram. W wieku 24 lat wyjechał na tournée do Stanów Zjednoczonych z australijską śpiewaczką operową – sopranistką Nellie Melbą.
W czasie swej europejskiej kariery (1910–1949) był rozchwytywany jako flecista orkiestrowy i grywał pod batutami takich dyrygentów jak Siergiej Prokofjew, Igor Strawinski, Richard Strauss, Walther Straram, Siergiej Kusewicki i Arturo Toscanini. Grał jako solowy flecista z większością najważniejszych europejskich orkiestr. Był prawykonawcą pierwszego dwudziestowiecznego koncertu fletowego, który Jacques Ibert napisał specjalnie dla niego. Wygrał wiele Grand Prix du Disques. Był też odznaczony najwyższym odznaczeniem nadawanym przez państwo francuskie – Legią Honorową.
W późnym okresie często występował ze swoim synem, Louis Moyse’em (1912–2007).
Wypracowane przez niego brzmienie charakteryzowało się niezwykłą czystością, było miękkie i przejmujące, o charakterystycznej, gęstej wibracji. Są to cechy właściwe dla tzw. szkoły francuskiej, która wywarła ogromny wpływ na standardy brzmieniowe fletu na całym świecie.

## Nauczyciel
Pomiędzy rokiem 1930 a drugą wojną światową był profesorem fletu w paryskim i genewskim konserwatorium muzycznym. Napisał i opublikował wiele książek uczących grać na flecie, które są używane po dziś dzień.
W 1951 roku wraz z Rudolfem Serkinem i Adolfem Buschem założył Marlboro School of Music w Vermont, w której spędził ostatnie trzydzieści lat swojego życia, ucząc gry na flecie na całym świecie.
Jako nauczyciel starał się nie tyle nauczyć swoich uczniów jak grać na flecie, ile zainspirować ich do stwarzania muzyki. Do jego uczniów należą: James Galway, Paula Robison, Michel Debost, Trevor Wye, William Bennett, Carol Wincenc, Bernard Goldberg, Robert Aitken i Julia Bogorad.
Zmarł w USA, w wieku 95 lat.

## Publikacje
- Études et éxercises technique (1921)
- Exercises Journaliers (1922)
- 24 Études de virtuosité d’après Czerny (1927)
- Mécanisme-chromatisme pour flûte (1927)
- École de l’articulation (1927)
- 25 Études mélodique (Var) (1928)
- 12 Études de grande virtuosité d’après Chopin (1928)
- 20 Études d’après Kreutzer (1928)
- 100 Études faciles et progressives d’après Cramer (1928); 2 tomy
- 24 Petites études mélodique (Var) (1928)
- De la Sonorité (1934), polski przekład pt. Technika i sztuka brzmienia, tłum. Beata Handrysik (2014)
- 25 études Journalier
- Gammes et Arpèges
- Le Débutant flûtiste (1935)
- 24 Caprices-études: Boehm Op. 26 (1938)
- Tone Development Through Interpretation
- 20 Exercises et études sur les Grandes Liaisons

## Zachowane nagrania
- The Complete Works of the Great Flutist – zestaw pięciu boksów CD zawierających odrestaurowane i zremasterowane nagrania znanych, kameralnych, solowych wykonań fletowych, w tym Moyse’a.
- Flute Fantastique
  1. Fantasie brillante for Flute and Piano on Bizet’s Carmen
  2. Carnival of the Animals: The swan
  3. Mélodie for Flute and Piano
  4. Madrigal for Flute and Piano
  5. Souvenir de Gand
  6. Fantasie Mélancolique, Op. 1
  7. Suite for Orchestra No. 2 in B minor, BWV 1067: Polonaise
  8. Suite for Orchestra No. 2 in B minor, BWV 1067: Badinerie
  9. Andante pastorale et Scherzettino
  10. Syrinx
  11. Andante pastorale et Scherzettino
  12. Fantasie pastorale hongroise for Flute and Piano, Op. 26
  13. L’arlésienne: Suite No. 1: 2nd movement, Menuet
  14. Variations de concert sur le Carnaval de Venise
  15. Orfeo ed Euridice: Les Champs-Elysées
  16. By the Brook
  17. Quartet for Strings No. 1 in D major, Op. 11: 2nd movement, Andante cantabile
  18. Fantaisie for Flute and Piano

- Marcel Plays Mozart – Koncert na flet i harfę, Koncerty D i G-dur, oraz Johann Sebastian Bach: Sonata na flet, fortepian i skrzypce
- Marcel Moyse and Marlboro Alumni – bardzo rzadkie CD, w którym Moyse dyryguje wykonaniem Serenady nr 10 Mozarta.